# BMW Group Werk Dingolfing
Das BMW Group Werk Dingolfing ist der größte Produktionsstandort von BMW in Europa. Die Fläche des Werks beträgt über 300 Hektar.

## Geschichte
Die Ursprünge des BMW-Werks in Dingolfing gehen auf die ehemalige Hans Glas GmbH zurück, die seit 1905 in Dingolfing ansässig war. Nach Übernahme der Hans Glas GmbH durch die BMW AG im Jahr 1967 wurde noch bis 1969 das Goggomobil produziert. Die Produktion des Glas 3000 V8 endete schon im Mai 1968 und die des als BMW 1600 GT technisch stark veränderten Coupés Glas 1300 GT bzw. 1700 GT im August 1968. Am 9. November 1970 wurde der Grundstein für das heutige Fahrzeugwerk 02.40 gelegt; am 27. September 1973 lief dort der erste BMW 5er vom Band. Seither wurden im Werk Dingolfing mehr als zwölf Millionen BMW-Automobile produziert.

## Zahlen, Daten, Fakten

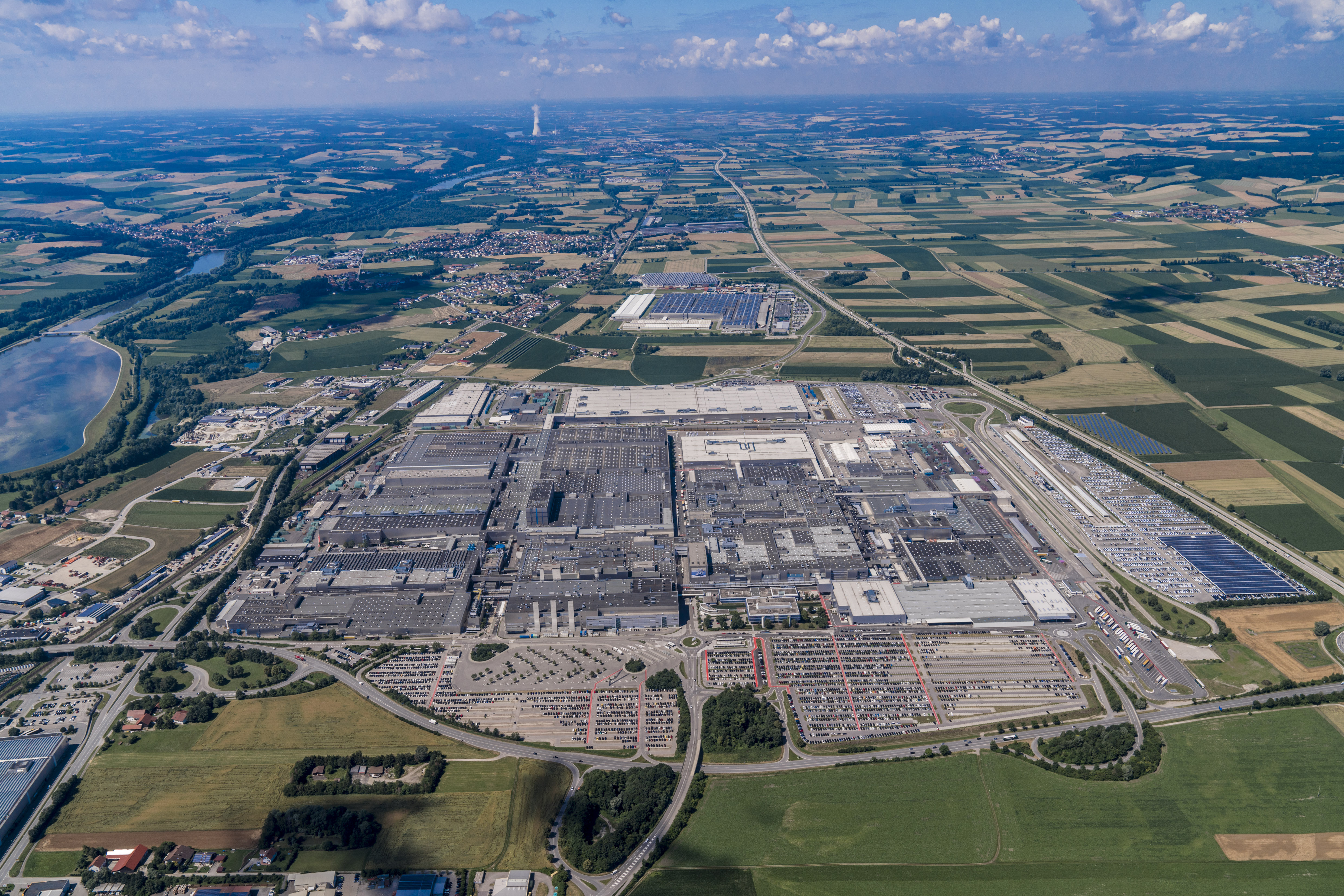
Das BMW Group Werk Dingolfing ist der größte Produktionsstandort der BMW Group in Europa

Das Werk Dingolfing ist einer von über 30 Produktionsstandorten der BMW Group weltweit und die größte europäische Fertigungsstätte des Unternehmens. Täglich laufen hier im Automobilwerk 02.40 rund 1350 Automobile der BMW 4er, 5er, 7er und 8er Reihe sowie der vollelektrische BMW iX von den Fertigungsbändern. Im Jahr 2024 wurden insgesamt rund 298.000 Fahrzeuge im Werk gebaut. Das Werk Dingolfing ist das „Leitwerk Oberklasse“ des Konzerns und traditionell die Produktionsstätte für die großen BMW-Baureihen. Seit Anfang der 1970er Jahre werden hier sämtliche Generationen der BMW 5er, 6er und 7er Reihe hergestellt – einschließlich M oder Individual-Varianten. Hinzu kamen Modelle der BMW-4e- und BMW-8er-Reihe sowie seit 2021 der vollelektrische BMW iX. Mit insgesamt fünf Baureihen ist das Werk Dingolfing eines der flexibelsten Automobilwerke weltweit.
Neben Automobilen werden in Dingolfing auch Fahrzeugkomponenten wie Pressteile oder Fahrwerks- und Antriebssysteme gefertigt. Im Komponentenwerk 02.20 ist das konzernweite Kompetenzzentrum E-Antriebsproduktion angesiedelt. Von hier aus werden Fahrzeugwerke der BMW Group weltweit mit E-Motoren und Hochvoltbatterien für die Produktion von Plug-in-Hybriden und reinen Elektro-Modellen beliefert.
Darüber hinaus werden am Standort die Rohkarosserien für sämtliche Rolls-Royce Modelle gebaut. Das sogenannte Dynamikzentrum als großer Lager- und Umschlagplatz und Herz der zentralen Aftersales-Logistik der BMW Group versorgt die weltweite BMW- und MINI-Handelsorganisation mit Originalteilen und Originalzubehör.
Schon heute (Stand März 2020) werden im Dingolfinger Fahrzeugwerk 02.40 Plug-in-Hybrid-Varianten von BMW 5er und 7er zusammen mit Diesel- und Benzin-Modellen auf einem Band gebaut. Mit dem BMW iX wird seit Juli 2021 das erste vollelektrische Modell in Dingolfing produziert.
Aktuell (Stand Mai 2025) sind am Standort über 18.500 Mitarbeiter und über 950 Auszubildende in 17 Lehrberufen beschäftigt. Der BMW-Standort Dingolfing ist damit nicht nur mit Abstand größter Arbeitgeber der Region, sondern auch einer der größten Industrie- und Ausbildungsbetriebe des Landes.

## Werksteile
Der BMW-Standort Dingolfing wurde durch die Übernahme der Hans Glas GmbH durch die BMW AG 1967 begründet. Werk 1 und Werk 2 von Glas wurden zu den BMW-Werken 02.10 und 02.20. Zum Werk 02.20 kam 1971 auch das im Jahr zuvor erworbene Fabrikgelände des früheren Landmaschinenherstellers Eicher hinzu.
| Werk  | Adresse                               | Funktion                                                                 | Besonderheit                                                                        |
| ----- | ------------------------------------- | ------------------------------------------------------------------------ | ----------------------------------------------------------------------------------- |
| 02.10 | Laaberstr. 7, 84130 Dingolfing        | Fahrwerks- und Antriebskomponenten                                       | ehemaliges Stammwerk der Hans Glas GmbH                                             |
| 02.20 | Karl-Dompert-Str. 1, 84130 Dingolfing | Kompetenzzentrum E-Antriebsproduktion                                    |                                                                                     |
| 02.27 | Tundingerstr. 11, 84164 Moosthenning  | Karosseriebau Rolls-Royce                                                |                                                                                     |
| 02.30 | Mengkofener Str. 13, 84130 Dingolfing | Aus- und Weiterbildungszentrum / BMW Service Zentrum                     |                                                                                     |
| 02.40 | Karl-Dompert-Str. 7, 84130 Dingolfing | Fahrzeugwerk                                                             | Gleisanschluss an die Bahnstrecke Landshut–Bayerisch Eisenstein, bei Kilometer 27,7 |
| 02.60 | Bierweg 1, 94342 Irlbach              | Montagewerk für Hochvoltbatterien der 6. Generation Irlbach-Straßkirchen |                                                                                     |
| 02.70 | Industriestr. 5, 84130 Dingolfing     | Dynamikzentrum DYZ                                                       | Gleisanschluss an die Bahnstrecke Landshut–Bayerisch Eisenstein, bei Kilometer 25,8 |
| 02.72 | Gewerbepark 8, 84183 Niederviehbach   | Fahrwerks- und Antriebskomponenten                                       |                                                                                     |
| 02.75 | Am Industriepark 2, 84079 Bruckberg   | Teilelager Bruckberg                                                     |                                                                                     |
| 02.80 | Bahnweg 3, 84180 Loiching             | Teilelager Kronwieden                                                    |                                                                                     |
| 02.91 | Hans-Glas-Str. 1, 94522 Wallersdorf   | Logistikzentrum Wallersdorf                                              | Gleisanschluss an die Bahnstrecke Landshut–Plattling, bei km 54,2                   |

## Pendlerbusverkehr
Eine Besonderheit dieses Werkes ist der Pendlerbusverkehr, der die Beschäftigten aus weiten Teilen Niederbayerns, Teilen der Oberpfalz sowie Oberbayern nach Dingolfing bringt. Er wurde eingeführt, um die Verkehrsbelastung der Kleinstadt Dingolfing mit ihren ca. 20.600 Einwohnern zu mindern. Über 300 Busse bedienen täglich 2500 Haltestellen und bringen Mitarbeiterinnen und Mitarbeiter nach Dingolfing. Hierbei legen sie pro Tag 47.000 Kilometer zurück. Die am weitesten entfernte Bushaltestelle befindet sich in Jandelsbrunn. Für die 128 Kilometer benötigt der Bus etwa eine Stunde und vierzig Minuten.

## Produktpalette

Aktuelles Produktionsprogramm der BMW Group Werk Dingolfing

Im BMW Group Werk Dingolfing laufen Modelle aus fünf Baureihen vom Band.
- BMW 4er (Coupé, Cabrio)
- inkl. BMW M4 (Coupé, Cabrio)
- BMW 5er (Limousine / Touring)
- inkl. BMW M5 Limousine, BMW M5 Touring und BMW i5
- BMW 7er (Limousine)
- inkl. BMW i7
- BMW 8er (Coupé / Cabrio / Gran Coupé)
- inkl. BMW M8 (Coupé / Cabrio / Gran Coupé)
- BMW iX